# Блох, Раиса Ноевна
Раи́са Но́евна Блох (в замужестве Го́рлина; 29 сентября 1899, 17 сентября 1899 или 5 [17] сентября 1899, Санкт-Петербург — 1943[…] или 1944, концлагерь Освенцим, Верхняя Силезия) — поэтесса русской эмиграции, жена поэта Михаила Горлина.

## Биография
Родилась в семье присяжного поверенного Ноя Львовича Блоха (1850—1911) и Доры Яковлевны Малкиель (из известного купеческого семейства Малкиель). Н. Л. Блох — автор книги «Из юридической практики управлений по постройке казённых железных дорог: Лунинец-Гомельской, Барановичи-Белостокской, Седлец-Малкинской, Брест-Холмской и Гомель-Брянской» (СПб: тип. В. Безобразова и К°, 1889), составленной на основе опыта его собственной службы юрисконсультом управлений по постройке этих дорог.
Окончила Таганцевскую гимназию. Училась на историческом отделении Петроградского университета (1919—1920), где специализировалась по медиевистике у О. А. Добиаш-Рождественской.
В 1921 (по другим сведениям в 1922) году эмигрировала; жила в Берлине. Работала в издательстве «Петрополис», которым руководил её брат Яков (1892—1968).
В Берлине познакомилась с будущим мужем М. Горлиным (1909—1944), вместе с которым входила в Берлинский кружок поэтов.
В 1933 году бежала из Германии в Париж, работала в Национальной библиотеке Франции. С началом Второй мировой войны потеряла мужа и дочь. При попытке перехода швейцарской границы в 1943 схвачена, попала в Дранси, погибла в немецком концлагере.

## Творчество
Занималась в студии перевода М. Л. Лозинского. Член Всероссийского союза поэтов (с 1920 года). М. Лозинский, как член приёмной комиссии, написал: «В стихах Раисы Блох есть лиризм, есть несомненный песенный строй. По-моему, на неё можно надеяться. Я бы высказался за неё в члены-соревнователи». А. Блок добавил: «Разумеется, я согласен. Только что же будут делать они, собравшись все вместе, такие друг на друга похожие бессодержательностью своей поэзии и такие различные как люди?».
В рецензии на книгу «Мой город» Владимир Набоков писал, что книга «напитана холодноватыми духами Ахматовой». Георгий Адамович определял принадлежность поэтессы к тому типу творческих людей, «для которых искусство и жизнь есть одно и то же: она пишет, о том, чем живёт в том, что пишет…»
Говоря о книге «Тишина», Михаил Цетлин отмечал: «Чистая лирика и держится на прямом выражении чувства. для сильного и состредоточенного чувства — это редкий дар, и умение самоуглубляться — чуть ни половина поэтического подвига….»
- Сборники стихов: «Мой город» (1928)[8], «Тишина: Стихи 1928—1934» (1935)[9], «Заветы» (1939; совместно с Миррой Лот-Бородиной)[10].

Переводила латинских, немецких, итальянских поэтов, ряд её переводов включен в книгу «Заветы».
- Посмертные издания: «Избранные стихотворения» (1959, совместно с Михаилом Горлиным)[11], «Здесь шумят чужие города…» (М.: Изограф, 1996).

Участвовала в коллективных сборниках Берлинского поэтического кружка («Новоселье», 1931; «Роща», 1932; «Невод», 1933).
Стихи Раисы Блох входили во многие сборники русской эмигрантской поэзии. Самым известным её стихотворением стало «Принесла случайная молва…», исполнявшееся как романс А. Н. Вертинским.
Посмертно издана книга её и М. Горлина «Избранные стихотворения» (Париж — Рифма, 1959).
В январе 2023 года её стихотворение «Тишина» вошла в музыкальный альбом «После России», посвященный поэтам «незамеченного поколения» первой волны российской эмиграции, в исполнении Мириам Сехон и Василия Зоркого.

## Семья
- Брат — журналист Яков Ноевич Блох.
- Двоюродные братья (по материнской линии) — лингвист Виктор Максимович Жирмунский, искусствовед Мирон Аркадьевич Малкиель-Жирмунский, музыкальный педагог, виолончелист Константин Исаакович Шапиро (1896—1992). Двоюродная сестра — Магдалина Исааковна Лосская (в девичестве Малкиель-Шапиро, 1905—1968), жена историка церкви В. Н. Лосского (сын философа Н. О. Лосского) и мать филолога и богослова Николая Лосского.
- Троюродные братья — филолог-романист Яков Львович Малкиель, писатель Юрий Николаевич Тынянов, манхеттенский юрист и политик Леон Эндрю Малкиель (англ. Leon Andrew Malkiel, 1866—1932), который баллотировался на пост верховного прокурора штата Нью-Йорк в 1904 году и на пост судьи апелляционного суда Нью-Йорка (от партии социалистов) в 1912 и 1920 годах[13].